# المعهد الكردي في إسطنبول
المعهد الكردي في إسطنبول (بالكردية: Enstîtuya Kurdî ya Stembol)‏ هو مؤسسة بحثية تأسست في إسطنبول في 18 أبريل 1992، تركز على اللغة الكردية، الثقافة الكردية والأدب الكردي.

## عمليات الإغلاق
تم اقتحام المعهد وإغلاقه لأول مرة في 15 نوفمبر 1992، بعد وقت قصير من افتتاحه. تم إغلاق المعهد مرة أخرى وختمه في صباح يوم 31 ديسمبر 2016، بموجب إعلان صادر بموجب المادة 11 من حالة الطوارئ التركية (OHAL).

## وصلات خارجية
- المعهد الكردي في إسطنبول